# Alphonse Olterdissen
Alphonse Olterdissen (født 12. december 1865 i Maastricht, død 24. februar 1923) var en hollandsk forfatter og digter, som skrev på limburgsk (Maastricht-dialekten).